# Jerusalemer Urgemeinde
Die Jerusalemer Urgemeinde gilt als die erste Gemeinschaft des Urchristentums. Sie bildete sich nach der Kreuzigung Jesu in Jerusalem. Sie verkündete Juden und Nichtjuden die Auferstehung Jesu Christi, Vergebung der Sünden und Jesu Gebote, sich auf seine Wiederkunft (Parusie) und das damit verbundene Weltende vorzubereiten.

## Chronologie
Die chronologischen Eckdaten geben einen Überblick über die ersten Abläufe und Entwicklungen der Urgemeinde.
| n. Chr.  | Ereignisse                                                                                             | Stellen                       |
| -------- | --- | ----------------------------- |
| 30       | Tod Jesu                                                                                               | (Mk 15 ) par.                 |
| ~ 30–32  | Konstituierung der Jerusalemer Gemeinde/erste Konflikte                                                | (Apg 1–5 )                    |
| ab 30    | Wirken der Jesusbewegung in Galiläa; zunächst mündliche Überlieferung der Jesustradition               | (Mk 16 ); (Mt 28 ); (Joh 21 ) |
| 31–43    | Petrus leitet die Jerusalemer Gemeinde                                                                 | (Apg 1–5 )                    |
| 31/32    | Bildung einer Gemeinde in Damaskus                                                                     | (Apg 9 )                      |
| ~ 32     | Hebräer und Hellenisten in Jerusalem                                                                   | (Apg 6 )                      |
| 32/33    | Stephanus                                                                                              | (Apg 7 )                      |
| 32/33    | Berufung des Paulus                                                                                    | Apg 9; 22; 26                 |
| ab 33    | Mission des Philippus                                                                                  | Apg 8                         |
| ~ 33–34  | Paulus in der Arabia                                                                                   | (Gal 1,17–18 )                |
| ~ 34     | Gründung der Gemeinde in Antiochia                                                                     | (Apg 11,19ff )                |
| 35       | 1. Jerusalembesuch des Paulus                                                                          | Gal 1,18                      |
| ~ 35     | Barnabas wirkt in Antiochia                                                                            | Apg 11,22–26                  |
| ~ 35–40  | mündliche/schriftliche Fixierung des Passionsberichtes, erste gezielte Sammlungen von Jesustraditionen | -                             |
| ~ 36–42  | Paulus in Syrien und Kilikien (Tarsus)                                                                 | Apg 9,28–30                   |
| ~ 40     | Gründung der Gemeinde in Rom, ‚Christianer‘ als eigene Gruppe in Antiochia                             | Apg 11,26                     |
| ~ 40–50  | Entstehung vorpaulinischer Traditionen                                                                 | -                             |
| ~ 42     | Paulus schließt sich Antiochia an                                                                      | Apg 11,25–26                  |
| 43/44    | Verfolgung unter Agrippa I., Petrus verlässt Jerusalem und Jakobus übernimmt die Leitung der Gemeinde  | Apg 12,1–4.17                 |
| ~ 45–47  | 1. Missionsreise                                                                                       | Apg 13–14                     |
| 48       | Apostelkonvent (Frühjahr); antiochenischer Zwischenfall (Sommer/Herbst)                                | Apg 15,1–34; Gal 2,1–10.11–14 |
| 49       | Claudius-Edikt                                                                                         | Apg 18,2                      |
| 48–51/52 | 2. Missionsreise                                                                                       | Apg 15–18                     |
| 50/51    | Paulus in Korinth                                                                                      | Apg 18,1–17                   |
| 51/52    | Gallio in Korinth                                                                                      | Apg 18,12–17                  |
| 52–55/56 | 3. Missionsreise                                                                                       | Apg 18–21                     |
| 52–54/55 | Paulus in Ephesus                                                                                      | Apg 19                        |
| 55       | Reise des Paulus nach Makedonien                                                                       | Apg 20,1–2; 2Kor 2,13         |
| 56       | (Jahresbeginn:) Letzter Aufenthalt des Paulus in Korinth                                               | (Apg 20,2–3)                  |
| 56       | (Frühsommer:) Ankunft des Paulus in Jerusalem                                                          | Apg 21                        |
| 56–58    | Haft des Paulus in Cäsarea                                                                             | Apg 23–24                     |
| 58       | Amtswechsel Felix/Festus                                                                               | Apg 24,27                     |
| 59       | Ankunft des Paulus in Rom                                                                              | Apg 28,11ff.                  |
| 64       | Tod des Petrus und Paulus                                                                              | -                             |

## Ursprung
Jesu Anhängerschaft aus Galiläa, die ihm nach Jerusalem gefolgt war, zerstreute sich wohl schon nach seiner Festnahme (Mk 14,50 ). Die meisten Jünger kehrten spätestens nach seiner Grablegung in ihre Heimatdörfer zurück, da seine Hinrichtung am Kreuz auch seine Predigt vom nahen Reich Gottes widerlegt zu haben schien (Lk 24,21 ).
Nachdem sie in Galiläa zum Glauben an die Auferstehung Jesu gekommen waren, kehrte eine von Petrus geleitete Jüngergruppe nach Jerusalem zurück, was wegen der ständigen Ankunft von Pilgern in der Stadt ohne Aufsehen geschah. Kleine Hausgemeinden ohne übergreifende Organisation entstanden wohl annähernd zeitgleich über ganz Palästina verstreut. Sie verkündeten Jesus als den Messias Israels und aller Völker. Was die Jesusanhänger dazu bewog, liegt historisch im Dunkeln, hängt aber mit ihren Auferstehungserfahrungen zusammen.
Die Urgemeinde entstand nach der Darstellung des Lukas in Apg 2  durch ein Wunder, die Ausgießung des Heiligen Geistes an Pfingsten. Dieses erfüllte für die Urchristen jene Geistverheißung, die der jüdische Prophet Joel 3  für die Endzeit verheißen hatte. Denn mit Jesu Auferstehung begann für sie die von Israels Propheten verheißene Endzeit. Daher verkündeten sie das Pfingstwunder als Vorwegnahme der Ankunft des Gottesreichs, das alle Sprachbarrieren überwindet und alle Nationalitäten in das Lob Gottes aufgrund der durch Jesus erwirkten Sündenvergebung einstimmen lässt (Dan 7,14 ). Demnach verstand der Verfasser der Apostelgeschichte die Urgemeinde als eschatologische Heilsgemeinschaft, in der die Völkerverständigung schon Realität ist und auf den verheißenen Völkerfrieden (Jes 2,2ff  par. Mi 4,1–5 ) vorausweist.

## Mitglieder und Organisation
Die Urgemeinde bestand im Wesentlichen aus „Jüngern“ – Männern und Frauen –, die Jesus von Nazaret schon in Galiläa zu seinen Nachfolgern berufen hatte und die ihn auf seinem Weg nach Jerusalem begleitet hatten. Nachdem die Jünger Jesu Auferstehung verkündigt hatten, schlossen sich ihnen zunächst Juden mit ganz unterschiedlichem Hintergrund an, viele von ihnen wohl „Fromme“ mit einer starken Endzeiterwartung. Auch Pharisäer kamen hinzu, die ihre intensive Beschäftigung mit der Hebräischen Bibel und ihre Ausrichtung des Alltags auf Gott einbrachten. Zeloten, die sich der Urgemeinde anschlossen, vermittelten ihr den Einsatz für Arme und Entrechtete. Wenn (Apg 6,7 ) erwähnt, dass auch jüdische Priester „dem Glauben gehorsam wurden“, so handelt es sich möglicherweise um in Jerusalem lebende Essener. Ludger Schenke meint, dass Parallelen in Selbstverständnis und Praxis zwischen Qumran und der Urgemeinde auf konvertierte Essener zurückzuführen seien.

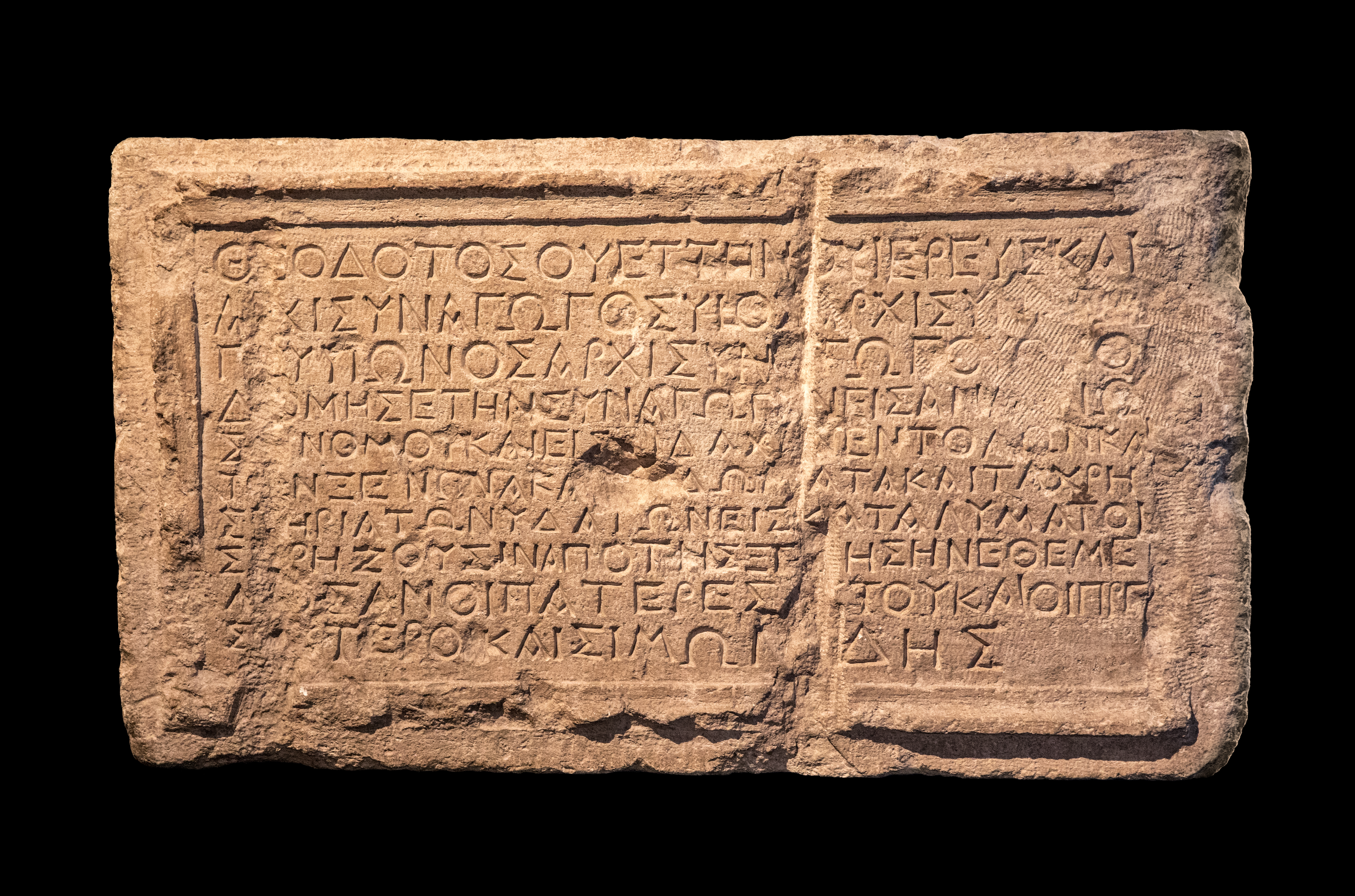
Theodotos-Inschrift, Stifterinschrift einer Jerusalemer Synagoge des 1. Jahrhunderts n. Chr. (Israel-Museum).

In Jerusalem lebten auch viele griechischsprachige Juden, die aus der Diaspora zugezogen waren und für die eine eher konservative Grundausrichtung und eine sehr positive Einstellung gegenüber dem Tempel anzunehmen ist. Wenn einige vom Tempelkult, wie sie ihn dort erlebten, enttäuscht waren, so schlossen sie sich möglicherweise der Urgemeinde an und brachten die Tempelkritik ein, die später die Jerusalemer „Hellenisten“ kennzeichnete.
Zwölf der von Jesus berufenen männlichen Nachfolger hebt die Evangelienüberlieferung als Erstberufene und Abbild der Zwölf Stämme Israels namentlich hervor. Judas Iskariot, der zu diesem Kreis gehörte, soll sich nach seinem Verrat Jesu an den Hohen Rat das Leben genommen haben; an seine Stelle trat nach Apg 1,21f  Matthias. Schenke nimmt an, dass die Zwölf (unter Führung des Petrus) die Jerusalemer Gesamtgemeinde als Kollegium leiteten. Dieses Kollegium habe aber nur kurz bestanden, da Paulus es nicht mehr antraf, als er Jerusalem besuchte. Gerade in Jerusalem hatte die Wiederherstellung der Zwölf Stämme Israels programmatische Bedeutung. Die frühe Dogmatisierung des Zwölferkreises in allen Evangelien zeigt zudem: Die Urgemeinde verstand sich als vom zu Gott erhöhten Messias Jesus Christus auserwählte endzeitliche Vorausdarstellung des gesamten Gottesvolks. Ihre Israelmission hatte daher für sie Vorrang.
Seinen Jüngern zeigte sich Jesus nach dem Neuen Testament als der Auferstandene und berief sie dabei zur Mission: Dies begründete ihre Autorität als Apostel. Da Simon Petrus die erste Erscheinung des Auferstandenen erlebte, wurde er in seiner Führungsposition bestätigt, die er schon zu Jesu Lebzeiten im Jüngerkreis gehabt hatte. Schenke verweist auf das Traditionslogion Lk 22,31–32  und vermutet, dass die Jüngergruppe in einer schweren Krise war (offenbar nach dem Kreuzestod Jesu), in der Petrus die Verzagten zusammenrief und stärkte. Als Apostel galt jeder, der nach Jesu Tod eine Erscheinung des Auferstandenen hatte und von ihm zur Mission beauftragt worden war. Dieser Kreis ging über die Zwölf hinaus: Erst Lukas identifizierte ihn mit den Leitern und Gründern der Urgemeinde. Bis wann der Zwölferkreis deren Leitung innehatte, ist ungewiss. Paulus nennt bereits in seinem Galaterbrief (verfasst 50–57) nur noch die „drei Säulen“ Jakobus, Simon Petrus und Johannes (Gal 2,9 ).

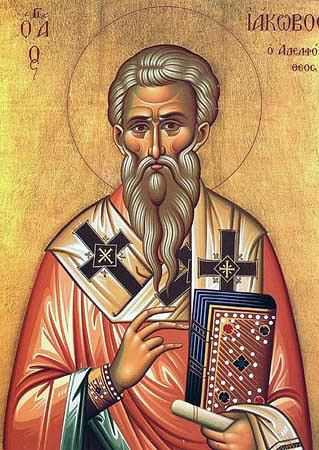
Ikonendarstellung des Jakobus

Nach der Zeugenliste der Urgemeinde (1 Kor 15,3–8 ) hatte Jakobus, ein Bruder Jesu, eine eigene Vision des Auferstandenen erhalten. Er war zu Jesu Lebzeiten nicht sein Nachfolger gewesen, gewann aber nach Ostern die Leitung der Urgemeinde. Er vertrat in ihr die Gruppe der „Judaisten“, die von allen neugetauften Heidenchristen die Einhaltung wichtiger Toragebote, eventuell auch der Beschneidung, also den Übertritt zum Judentum verlangten. Daher nannte Paulus ihn auch gegenüber Petrus, der sonst in allen Apostellisten an erster Stelle steht, als Hauptpartner seiner Verhandlungen über die Heidenmission. Sein Begleiter Barnabas, ein Levit aus Zypern, spielte dabei eine wichtige Rolle. Aufgrund seines Diaspora-Hintergrunds konnte er zwischen griechischsprachigen und aramäischsprachigen Urchristen vermitteln.
Die Apostelgeschichte berichtet die Wahl von sieben Diakonen für die Armenversorgung (Apg 6 ). Schenke nimmt an, dass es sich um charismatische Missionare handelte, die sich an die griechischsprachigen Juden in Jerusalem wandten. In dem Maße, wie sich der griechischsprachige Teil der Jerusalemer Urgemeinde organisatorisch verselbständigte, wurden sie dessen Leitungsgremium; die Zwölf leiteten aber weiter die Gesamtgemeinde, so dass eine Konkurrenz Schenke zufolge nicht bestand. Die jüdischen Priester, die sich der Urgemeinde angeschlossen hatten, übten ihre Aufgaben am Tempel weiter aus, und jüdische Schriftgelehrte, die zur Urgemeinde stießen, wirkten dort als Lehrer (Rabbi). Die Urgemeinde hatte keinen Bedarf an einer eigenen Ämterstruktur, weil man überzeugt war, dass das Weltende nahe bevorstehe. Aus diesem Grund sah man auch keine Nachfolger für die Sieben oder die Zwölf vor.
Wesentliches Element der Urgemeinde waren wohl auch Propheten, die wie ihre Kollegen in Korinth direkte Offenbarungen Gottes empfingen, in „Zungen“ redeten und verschiedene „Charismen“ (Gnadengaben) mitzuteilen hatten (1 Kor 12,12ff. ).
Ihre Mitgliederzahl lässt sich nur schätzen. Laut Apg 1,13–15  waren es anfangs nur um die 120 „Brüder“, wohingegen Apg 2,41  bereits 3.000 Erstgetaufte nach der ersten Petruspredigt nennt, 4,4  bald darauf 5.000: Diese Zahlen erscheinen angesichts der vom Sanhedrin geduldeten Treffen im Jerusalemer Tempel jedoch weit überhöht. Die römischen Behörden hätten eine große messianische Gruppe in Jerusalem nicht einfach gewähren lassen.

## Theologie und Gottesdienst
Das Idealbild der Urgemeinde ist vor allem durch die Darstellung in Apg 2,37–47  bestimmt: Auf die urchristliche Missionspredigt, die ganz auf die Verkündigung der Auferstehung Jesu und seine Erhöhung zum „Kyrios“ ausgerichtet ist, folgt hier die Bekehrung und Taufe neuer Jünger. Diese bedeutete Vergebung der Sünde und damit Aufnahme in die endzeitliche Heilsgemeinschaft, Rettung aus dem erwarteten Endgericht und Empfang des Heiligen Geistes, der zum Halten der Gebote Jesu und zur Ausbreitung seiner „Lehre“ befähigt.
Folgende Kriterien verbanden die Urchristen nach Lukas (Apg 2, 42–46) zu einer Gemeinschaft:
- Sie hielten an der Lehre der Apostel fest, also dem Glauben an die ihnen verkündete Auferstehung Jesu.
- … und an der Gemeinschaft: Die Urchristen trafen regelmäßig zusammen.
- … am Brechen des Brotes: Sie feierten das Brotbrechen als Fortführung der Mahlgemeinschaft Jesu und/oder im Gedenken an das letzte Mahl ihres Herrn.
- … und an den Gebeten: Dies beinhaltete wahrscheinlich das von Jesus selbst gelehrte Vaterunser.
- … und durch die Apostel geschahen auch viele Wunder und Zeichen: Sie setzten den Heilauftrag, den sie als Nachfolger Jesu erhalten hatten (Mt 10), innerhalb der Urgemeinde durch Zuwendung zu den Kranken fort.
- Und alle, die glaubten, waren an demselben Ort und hatten alles gemeinsam. Lukas hob die Gütergemeinschaft als wesentliches Kennzeichen der Urgemeinde hervor, die als Folge der Geistausgießung zugleich die Heiligkeit der Kirche als „Ecclesia“ (Herausgerufene) begründete.
- Sie verkauften Hab und Gut und teilten davon allen zu, jedem so viel, wie er nötig hatte: Die Versorgung der bedürftigen Christen aus dem Gemeinschaftsbesitz war eine Aufgabe der später hinzugewählten „Diakone“.
- Tag für Tag verharrten sie einmütig im Tempel …: Das Jerusalemer Zentralheiligtum blieb auch der Versammlungsort der Christen, so dass diese anfangs dessen kultische Gebräuche einhielten und als Teil des Judentums akzeptiert wurden.[19]
- … brachen in ihren Häusern das Brot …
- … und hielten miteinander Mahl in Freude und Lauterkeit des Herzens. Sie lobten Gott und fanden Gunst beim ganzen Volk: Auch dies hebt die Harmonie zwischen Urchristen und der jüdischen Umgebung hervor. Das Lob Gottes einte sie miteinander.

Bei den Zusammenkünften in den Häusern ist noch nicht mit festen liturgischen Strukturen oder Einheitlichkeit zu rechnen. Anzunehmen ist, dass jemand dem Mahl vorstand und es durch Brechen und Teilen des Brots eröffnete. Darauf deutet auch die feste Bezeichnung „Brotbrechen“ für die Mahlfeier. Im Logion Mk 14,25  kann sich eine Erinnerung daran erhalten haben, dass manche Urchristen auf Wein verzichteten. Die Zusammenkünfte nahmen die nahe bevorstehende Endzeit vorweg, was die große Freude der Teilnehmer erklärt (Apg 2,46 ). Man kann annehmen, dass bei den Zusammenkünften aus den heiligen Schriften vorgelesen und diese im Blick auf die eigene Alltagsgestaltung wie auch auf die Bedeutung von Jesus Christus (Christologie) hin ausgelegt wurden. Insofern waren die Zusammenkünfte Orte, wo sich urchristliche Traditionen herausbilden konnten. Das gemeinschaftliche Bittgebet galt als besonders wirksam (vgl. Mt 18,19–20 ) und dürfte eine wichtige Rolle bei den Zusammenkünften gespielt haben. Das Vaterunser ist das einzige urchristliche Gebetsformular, welches überliefert wurde. Der urchristliche Gebetsruf Maranatha („Unser Herr, komm!“) ist durch Paulus, die Didache und (in griechischer Übersetzung) Offb 22,20-21  bezeugt. Aufgrund der Didache lässt sich vermuten, dass dieser Ruf Maranatha die urchristliche Eucharistiefeier beschloss. Die Speisungswunder der Evangelien lassen sich auf die urchristliche Mahlfeier hin interpretieren. Sie zeigen, dass es sättigende Hauptmahlzeiten waren, die als Vorahnung des endzeitlichen Freudenmahls begangen wurden.
Die Taufe durch Untertauchen in (möglichst fließendem) Wasser war der Initiationsritus der Urgemeinde. Eine sehr alte Taufformel ist in Apg 2,38  überliefert. Demnach sprach der Täufling den Namen Jesus aus und wurde dadurch zum Eigentum des Messias, dessen endzeitliche Wiederkunft man erwartete. In den Bedrohungen der Endzeit war er dadurch in besonderer Weise geschützt. Seine Sünden waren vergeben, und er empfing den Heiligen Geist. Dass der Täufling auch ein Glaubensbekenntnis sprach, lässt sich aufgrund der alten Glosse Apg 8,37  vermuten.
Die ersten Petruspredigten, die Lukas redaktionell gestaltete, spiegeln die Grundgedanken der urchristlichen Mission: Jesus war für sie der durch Israels ganze biblische Geschichte angekündete Heilsbringer des Gottesvolkes, dessen Kreuzestod als Übernahme des Endgerichts die Segensverheißungen an die Erzväter erfüllt, dessen Auferweckung Gottes Versöhnung mit Israel in Kraft setzt, das Heil den Völkern eröffnet und die Hörer der Predigt zur umfassenden Buße ruft.
Auch die von Paulus aufgenommenen Credoformeln stellen Jesu Selbsthingabe und seine Auferweckung durch Gott ins Zentrum der urchristlichen Glaubenslehre.

## Gütergemeinschaft
Ob die Mitglieder der Jerusalemer Gemeinde tatsächlich ohne Eigentum lebten und ihren ganzen Eigenbesitz teilten, ist umstritten. Manche Exegeten verweisen darauf, dass Lukas die Urgemeinde als Verwirklichung von „in antiker Philosophie häufig anzutreffenden Sozialutopien eines idealen Gemeinwesens“ darstelle. Eine analoge Überlieferung ist etwa die Gütergemeinschaft des Pythagoras.
Jedoch formulieren schon sehr frühe Redestoffe der Logienquelle die Besitzlosigkeit als Bedingung der Nachfolge Jesu (Mt 10,9f ). Denn die Jünger gehörten zu den Bettelarmen (griech. ptochoi), die damals die Masse der galiläischen und judäischen Bevölkerung (ochlos) stellten. Sie galten aufgrund der Seligpreisungen der Bergpredigt Jesu als das wahre erwählte Gottesvolk (Mt 4,1–11 ). So wurden auch Reiche zur Besitzaufgabe eingeladen, um Jesu Jünger werden zu können (Mk 10,21 ). Dies war für ehemals wohlhabende Jesusnachfolger nicht bloß allgemeine Wohltätigkeit, sondern ein verpflichtender Bestandteil der Nächstenliebe gegenüber Armen (vgl. Lk 6,27–35 ).
Das Teilen von Besitz und Nahrung, Gütergemeinschaft und Armenspeisung wurde auch in anderen jüdischen Endzeitgemeinschaften wie der vermuteten Qumran-Gruppe geübt, die sich dabei jedoch nicht an die Mehrheit des Volkes wandten, sondern als „heiliger Rest“ in die Wüste zurückzogen. Bei Jesus dagegen zielte die Besitzaufgabe nicht auf asketische Vollkommenheit, sondern auf die reale irdische Vorwegnahme der himmlischen Gerechtigkeit, die Gott den Armen mit dem Kommen des Messias verheißen hatte (Lk 4,16–21 ). So galt etwa der Besitz von Steuereintreibern („Zöllnern“) als Raubgut, das auf Kosten ihrer verarmten und verschuldeten Landsleute erworben wurde. Die Jesusnachfolger sollten durch alle Gebiete Israels ziehen, um das nahe Reich Gottes und damit das baldige Ende dieser Ausbeutungsverhältnisse zu verkünden (Mt 10,5–15 ), ohne sich dabei wie Reiche um Anhäufen von Besitz und Auskommen zu sorgen (Mt 6,24–33 ).
Erst zur Zeit des Lukas, als die urchristliche Mission die wohlhabenden Küstenstädte Kleinasiens erreicht hatte, wurde aus der für die Jesusjünger selbstverständlichen Besitzaufgabe ein moralischer Appell, der offenbar nur noch ausnahmsweise befolgt und daher besonders hervorgehoben wurde (Apg 4,36f ). Daher hob Lukas in seinem Evangelium Beispiele hervor, wo Jesus relativ Reiche wie Zachäus zur Rückgabe ihres Besitzes an die Beraubten bewegte (Lk 19,1–11 ). Manche verkauften ihren ganzen Besitz und brachten das Geld den Aposteln, die davon die gesamte Gemeinschaft versorgten (Apg 4,32–37 ). Diese Armenfürsorge war nun nicht mehr ein Zeichen der Solidarität innerhalb des jüdischen Volkes, sondern diente dem innergemeindlichen Besitzausgleich zwischen ärmeren und reicheren Christen. Dieser blieb freilich innerhalb der antiken Gesellschaft ungewöhnlich und für ärmere Schichten attraktiv. Gewisse Parallelen bestehen lediglich zu Unterstützungen in hellenistischen Vereinen.
Nach Apg 5,1–11  starb ein Ehepaar (Hananias und Saphira), nachdem es den Erlös seines verkauften Ackers nur zum Teil der Urgemeinde übereignet hatte, während es behauptete, den gesamten Erlös hergegeben zu haben. Nach einer Deutung wurde hier das Für-sich-Behalten von Besitz, der allen gehörte, mit einem Tabu belegt: Wer etwas von seinem Eigentum zurückhielt und darüber log, „hinterging“ den Heiligen Geist selbst und verlor damit sein Lebensrecht. Nach einer anderen Deutung war der radikale Besitzverzicht freiwillig (vgl. Apg 5,4 ) und wurde etwa bei Barnabas (Apg 4,36–37 ) besonders gerühmt. Hananias und Saphira vollzogen diesen Schritt aber halbherzig, was als Täuschungsversuch Gottes und des Heiligen Geistes gedeutet wurde. Schenke vermutet, dass einige Jerusalemer Christen „Häuser, Land und Kapital besaßen. Sie wurden nicht ‚enteignet‘“. Besitzaufgabe war also nicht rechtlich institutionalisiert, sondern ein Zur-Verfügung-stellen für alle Mitchristen, beispielsweise des eigenen Hauses als Versammlungsort. Die durch Verkäufe eingenommenen Gelder gingen, so Schenke, in eine „gemeinsame Kasse“, die für soziale Notfälle, vielleicht auch für den Ankauf von Grabstätten genutzt wurde.
Die lukanische Darstellung der urchristlichen Gütergemeinschaft wurde gelegentlich als frühe Form eines Kommunismus aufgefasst. Dieser Begriff umfasst jedoch auch die Umwälzung der Produktionsverhältnisse, von der die Apostelgeschichte nichts berichtet. Da die Urgemeinde sich als Vorwegnahme des endzeitlichen Gottesvolks verstand, beinhalteten ihre Heilserwartungen wie die des Judentums jedoch indirekt auch die zukünftige radikale Veränderung der Besitz- und Machtverhältnisse (vgl. Lk 1,46–55 ). Das Ideal der Gütergemeinschaft, das diese Erwartung vorwegnahm, hat in der Christentumsgeschichte vielfältig weitergewirkt, etwa in manchen Mönchsorden, Klostergemeinschaften und Basisgemeinden.

## Gruppen und Konflikte
Nach der Apostelgeschichte lebten die Mitglieder der Urgemeinde zunächst harmonisch miteinander. Aber das Anwachsen der Gemeinde brachte bald Probleme mit sich. Laut Apg 6,1–6  wurden die Witwen aus dem griechischsprachigen Gemeindeteil bei der täglichen Armenversorgung übersehen. Dies deutet auf eine organisatorische Eigenständigkeit dieser Teilgruppe hin, vielleicht gab es auch Vorbehalte der aramäischsprachigen Urchristen ihnen gegenüber. Daraufhin habe die Vollversammlung der Urgemeinde sieben „Diakone“ (Helfer, Diener) ausgewählt, um die gerechte Versorgung aller sicherzustellen. Genannt werden Stephanus, Philippus, Prochorus, Nikanor, Timon, Parmenas und Nikolaus.
Ihre Aufgabe ist unklar: Diakonische Dienste werden von ihnen nicht berichtet, aber Stephanus (Apg 6,8 ) und Philippus (Apg 8,4–13 ; Apg 8,26–40 ) traten als Missionare auf. Daher gilt ihre Wahl nicht nur als Lösung eines Verwaltungsproblems, sondern als Indiz für Konflikte zwischen judäischen und hellenistischen Judenchristen in Jerusalem. Offenbar war die Führungsrolle der Apostel dort schon früh umstritten. Dies kann auch mit materiellen Problemen zusammenhängen: Die Urgemeinde erhielt eine Armenkollekte aus den übrigen neuen christlichen Gemeinden (Gal 2,10 ; Apg 11,29 ). Mit ihrer Wahl erhielten die Hellenisten in der Urgemeinde offenbar das Recht zu deren Verteilung und damit eine gewisse Eigenständigkeit.
Diesen inneren Konflikt begleitete das Misstrauen der obersten jüdischen Behörde in Jerusalem, des Sanhedrin. Nach Apg 4 verhörte er Petrus und Johannes und versuchte, ihre Missionspredigt zu unterbinden. Doch die Sympathien der Bevölkerung hätten die Leiter der Urgemeinde bewahrt (Apg 4,21 ). Nach ihrer erneuten Festnahme war es der Rat des Pharisäers Gamaliel, der ihre Freilassung erwirkte (Apg 5,34–40 ). Hans Conzelmann weist darauf hin, dass die Pharisäer bei Lukas mehrfach als den Christen relativ wohlgesonnen dargestellt werden, weil beide Gruppen den Glauben an die Auferstehung teilten.
Die Anfänge der Heidenmission gingen wohl von den Hellenisten aus: Denn ihr Führer Stephanus übte Kritik am mosaischen Gesetz und am Tempelkult (Apg 6,13f. ). Er warf dem Sanhedrin öffentlich Rechtsbruch und Justizmord an Jesus vor. Dem folgte ein Religionsprozess, der mit seiner Steinigung endete (Apg 7,56 ). Darauf wurde ein Teil der Urgemeinde aus Jerusalem vertrieben und zerstreute sich in die Nachbarregionen. Der Zwölferkreis blieb als Keimzelle eines Neuaufbaus der Urgemeinde in Jerusalem bestehen (Apg 8,1 ). Von ihm berichtet Lukas jedoch fortan nichts mehr.
Hellenistische Missionare wie Philippus gründeten neue Gemeinden (Apg 8,40 ), so dass sich das Christentum in Samarien, Syrien und Kleinasien ausdehnte. So entstand in der kleinasischen Metropole Antiochia die erste große, aus Juden und Heiden gemischte Gemeinde neben Jerusalem. Diesen neuen Christen wurde die Einhaltung der jüdischen Gebote offenbar erleichtert oder erlassen: Deshalb wurden sie von toratreuen Juden wie dem Pharisäer Paulus im Auftrag des Sanhedrins heftig verfolgt (Apg 8,1 ). Doch nach seiner unerwarteten Bekehrung trat er für die torafreie Völkermission ein und missionierte zunächst unabhängig von den Aposteln der Urgemeinde im Mittelmeerraum (Apg 8–10).

## Das Apostelkonzil
Nach der Vertreibung und Flucht der Hellenisten gaben Petrus und die Zwölf ihre sesshafte Lebensweise in Jerusalem auf und zogen als Wandermissionare umher, wie sie es ähnlich schon zu Jesu Lebzeiten getan hatten. Das Leitbild der endzeitlichen Völkerwallfahrt zum Zion verblasste; stattdessen wurde Jerusalem Ausgangspunkt einer „zentrifugalen“, den ganzen Mittelmeerraum erfassenden urchristlichen Mission bisher ungeahnter Intensität. In Jerusalem waren Petrus, Johannes und Jakobus nur noch zeitweise anzutreffen, von den übrigen Aposteln verliert sich die Spur. An Stelle des Zwölfer-Kollegiums wurde der Herrenbruder Jakobus zur Führungspersönlichkeit der Jerusalemer Urgemeinde, und wahrscheinlich nahmen auch andere Angehörige der Familie Jesu Leitungsaufgaben wahr. Erstmals ist nun auch von Ältesten (Presbytern) in Jerusalem die Rede; hierbei handelt es wahrscheinlich um das Führungskollegium der aramäischsprachigen Urchristen, entsprechend den Sieben, die bis zur Vertreibung der Hellenisten den griechischsprachigen Gemeindeteil leiteten. Schenke vermutet, dass die von Jakobus und dem Presbyterkollegium geleitete judenchristliche Gemeinde Organisationsformen ausbildete, in der eine Art von „Kirchenzucht“ praktiziert wurde und Sünder ausgeschlossen wurden, wenn Zurechtweisung ohne Erfolg blieb.
Die urchristlichen Hellenisten wandten sich auch an Griechen, die keine jüdische Vorprägung hatten. Damit wuchs der Anteil der sogenannten Heidenchristen – Neugetauften nichtjüdischer Abstammung – im Urchristentum. Ihnen wurden in vielen Gemeinden jüdische Vorschriften erlassen. Dies duldeten anfangs wohl auch die „Judaisten“ unter den Aposteln der Urgemeinde; Paulus berichtet von keinerlei Auflagen nach seinem ersten Jerusalembesuch, bei dem er Jesu Bruder Jakobus traf (Gal 1,18f ). Doch zwischen diesem und Petrus, den Lukas als ersten Heidenmissionar darstellt (Apg 10 ), kam es später zu Spannungen um die Frage der Reinheitsgesetze (Apg 11 ). Offenbar waren sich die Leiter der Urgemeinde uneins, ob den Heidenchristen Auflagen gemacht werden sollten und wenn ja, welche.
Die unterschiedlichen Vorgehensweisen der Missionare stellten die Führungsrolle und Identität der Urgemeinde in Frage und bedrohten die Einheit des Urchristentums insgesamt. Vor allem die Frage der Beschneidung führte in eine Zerreißprobe: Sollten Heiden bei der Taufe auch beschnitten und damit zum Einhalten der ganzen jüdischen Tora verpflichtet werden? Wenn sie deren Speise- und Reinheitsgesetze nicht einhielten, wurde auch das gemeinsame Mahl zwischen Christen jüdischer und heidnischer Herkunft in den Gemeinden zum Problem. Damit stellte sich die theologische Grundsatzfrage, ob Christsein nur als Teil des Judentums möglich sei oder diesen Rahmen aufhebe.
Dies betraf fundamental das Selbstverständnis der Urgemeinde: Diese verstand sich primär als vom Messias aus Sünde und göttlichem Zorngericht gerettete „Vorhut“ des noch zu rettenden Gottesvolks Israel. Demnach waren Heidenchristen „Hinzuberufene“, die ihre Rettung ganz und gar dem „Gnadenüberschuss“ des Heilsmittlers Jesus Christus verdankten. Die Unklarheit, was das in Bezug auf den „Bund Gottes mit Israel (Brit)“ und die Israel von Gott gegebene Weisung (Tora) bedeute, drängte auf eine verbindliche Lösung.
Das Beharren einiger Jerusalemer Apostel, die jüdischen Gebote auch für Heidenchristen verbindlich einzufordern, sorgte für Unverständnis bei den hellenistischen Aposteln. Es drohte die Spaltung in Gemeinden von Judenchristen und Heidenchristen. Um diese zu verhindern, machten beide Seiten alle Autorität geltend. Die Jerusalemer Apostel beriefen eine Zusammenkunft der Missionare zur Klärung der Streitfrage ein; Barnabas und Paulus wurden auf dem Weg dorthin zu Sprechern der heidenchristlichen Gemeinden (Apg 15,1–3 ).
Das sogenannte Apostelkonzil (auch: Apostelkonvent) war eine entscheidende Zäsur in der Geschichte des Urchristentums. Verlauf und Ergebnisse stellen Paulus und Lukas verschieden dar. Nach Apg 15 gab es eine Vollversammlung der Urgemeinde, bei der zunächst die Judaisten ihren Standpunkt vertraten, dass die Beschneidung der Heidenchristen notwendig sei. Danach kam es zu einer internen Aussprache zwischen Petrus, Barnabas, Paulus, Jakobus und wohl noch anderen. Dabei wurde die gesetzesfreie Heidenmission nach Gal 2,1–14  im Kern bestätigt. Damit konnte die Spaltung des Urchristentums verhindert werden. Aber die Geltung der jüdischen Ritualgesetze blieb auch danach ein Streitthema.

## Weitere Geschichte
Die Urgemeinde hatte die Verfolgung nach der Hinrichtung des Stephanus (um 36) (Apg 7,59 ) ebenso wie die Hinrichtung von Jakobus dem Älteren unter Herodes Agrippa I. (44) (Apg 12,2 ) überstanden, wurde also weiterhin von den Führungsgruppen des Judentums geduldet. So konnte sie von Jerusalem aus ihre Juden- und Heidenmissionare in die umgebenden Regionen aussenden.
Aus Notizen der Evangelien lässt sich erschließen, in welchen Gegenden neue christliche Gemeinden gegründet wurden: So listet Mk 3,7  neben Galiläa, Judäa und Jerusalem auch Idumäa (im Süden Judäas), Peräa (im Osten) und Phönizien (Küstenregion im Westen) auf. Mt 4,24  nennt stattdessen die Dekapolis, einen hellenistischen Städtebund im Ostjordanland, und Syrien, Lk 6,17  neben Phönizien auch Samaria. Paulus besuchte nach seiner Bekehrung nicht nur Damaskus, sondern auch „Arabien“ (Gal 1,17 ): Damit war damals das Reich der Nabatäer östlich von Judäa gemeint. Addiert man die Angaben, erhält man ein grobes Bild der Streuung der christlichen Gemeinden in und um Palästina bis etwa 100.
Nach dem Apostelkonzil stellt die Apostelgeschichte fast nur die Missionsreisen des Paulus dar und bietet kaum noch Nachrichten über die Urgemeinde. Den Jerusalemer Zwölferkreis hatte wohl schon ein Dreiergremium unter Führung des ältesten Bruders Jesu (Mk 6,3 ), Jakobus, abgelöst (Gal 2,9 ); die übrigen Apostel treten nicht mehr in Erscheinung. Petrus hatte Jerusalem nach dem Konzil verlassen und reiste als Missionar in Kleinasien umher (Gal 2,11–14 ; 1 Kor 9 ).
Nur Jakobus und die „Ältesten“ werden später nochmals als Empfänger der Armenkollekte, die Paulus beim Konzil aufgetragen worden war, genannt (Apg 21,15ff ). Deshalb wird angenommen, dass er nunmehr alleiniger Leiter der Urgemeinde geworden war. Er setzte nach Gal 2,12 offenbar die Beschlüsse des Apostelkonzils außerhalb Jerusalems durch und befürwortete nach Apg 21,21–25  auch nach den Missionserfolgen des Paulus die Abgrenzung der Judenchristen von den Heidenchristen. Bis zu seinem Tod behielt die Urgemeinde ihre Vorrangstellung im Urchristentum.
Obwohl Paulus in seinen Gemeinden gegen Gruppen zu kämpfen hatte, die seine gesetzesfreie Heidenmission ablehnten oder verfälschten, setzte er deren Missionare nicht mit seinen Feinden gleich (u. a. den „Überaposteln“ in 2 Kor 11,5 ;12,11 ), sondern erkannte stets den Vorrang der Urgemeinde an: Dies bestätigt seine Kollektensammlung für sie noch in seinem Römerbrief um 60 (Röm 15,25–28 ).
Als Randgruppe des palästinischen Judentums war die Jerusalemer Urgemeinde von den sich verschärfenden Konflikten zwischen Teilen der jüdischen Bevölkerung und der römischen Besatzung stark in Mitleidenschaft gezogen. Paulus fand bei seiner Kollektenübergabe in Jerusalem eine große judenchristliche Gemeinde vor, die zu ihm Distanz hielt. Nach Darstellung der Apostelgeschichte planten Sikarier seine Ermordung. Der Erste Thessalonicherbrief (um 50 entstanden), in dem Paulus heftig gegen die jüdischen Autoritäten polemisiert, die seine Mission verfolgen (1 Thess 2,14-16 ), scheint eine politisch angespannte Situation zu spiegeln, in der es zu „Belästigungen und Schikanen gegen Christen und christliche Gemeinden in Palästina“ kam.
Flavius Josephus zufolge nutzten die Sadduzäer unter dem Hohenpriester Ananias II. (Hannas) das Machtvakuum nach dem Tod des Statthalters Festus bis zum Eintreffen seines Nachfolgers aus, um Jakobus mit anderen Judenchristen Jerusalems hinzurichten. Sein Tod wird auf das Jahr 62 datiert.
Eusebius von Caesarea schrieb im 4. Jahrhundert, die meisten Mitglieder der Jerusalemer Urgemeinde seien vor Beginn des Jüdischen Krieges im Jahr 68 ins Ostjordanland, nach Pella, geflohen. Ludger Schenke fasst zusammen: „Das palästinische Judenchristentum kämpfte um seine Existenz in einer aussichtslosen Lage. Es stand zwischen allen Lagern … Die Jerusalemer Urgemeinde hat mit Beginn des Jüdischen Krieges die Stadt verlassen. Ihre Spur … verliert sich im Dunkel der Geschichte.“
Verschiedene Autoren der Alten Kirche beanspruchen, Informationen über das Ergehen der Jerusalemer Urgemeinde nach der Tempelzerstörung im Jahr 70 zu besitzen: In den Ruinen Jerusalems sei eine Restgemeinde neu gegründet worden; Söhne des Jakobus und andere Verwandte Jesu hätten sie geleitet und für die Kontinuität ihrer Traditionen gesorgt. Im Zuge des Bar-Kochba-Aufstands (132–135) sei diese Restgemeinde endgültig aus Jerusalem geflohen.